# دو جینگ
دو جینگ (انگلیسی: Du Jing؛ زادهٔ ۲۳ ژوئن ۱۹۸۴) بدمینتون‌باز اهل چین است.